# Мамеледжия, Нихад
Нихад Мамеледжия (босн. Nihad Mameledžija; 31 января 1977) — боснийский бобслеист, участник Олимпийских игр 1998 года.

## Биография
Выступал на Олимпиаде в Нагано в составе четвёрки вместе с Зораном Соколовичем, Эдином Крупалией и Марио Франчичем.